# Мехмед Джон
Мехмед Музеккя Джон е български поет.

## Биография
Роден на 15 март 1895 г. в село Златоклас, област Силистра. Основното си образование завършва в румънския град Меджидия. От рано остава сирак и много млад се отдава на поетично творчество. Сътрудничи на издавания в Силистра вестник „Чардак“. Още като млад учител в село Звенимир, през 1911 г. получава признанието новатор, където за първи път въвежда светското обучение. Дотогава според религията момичетата и момчетата се обучават поотделно и се изучават само религиозни текстове. По-късно започва да работи като учител в село Зарица, където преподава в продължение на 27 години, учейки стотици деца. През 1956 г. е приет за член на Съюза на българските писатели. През 1960 г. издава своята първа стихосбирка – „Песни за новия ден“, а през 1965 г. – втората, „Потта от челото ми“. В края на педагогическия си кариера е награден с орден „Кирил и Методий“ ІІ степен. Общува и с други поети, творящи на турски език. По-късно, в продължение на няколко години е кмет и се откъсва от учителската професия, но не престава да се занимава с образованието на съселяните си. Съдейства за построяването на пет училища в региона. Той е председател на първото ТКЗС в този край – в село Зарица (1949). Умира на 3 април 1974 г. и е погребан в село Зарица.
През 1994 г. започват да се организират тържества в негова чест, които са съпроводени с литературни четения. През 1997 г. се създава фондация „Мехмед Джон“, а от следващата година читалището в село Зарица носи неговото име. Фондация „Мехмед Джон“ е създадена на 26 юни 1997 г. в Главиница с идеална цел – като независима културно-просветна организация да съдейства за развитието и естетическото възпитание на децата и юношите в духа на хуманизма и демокрацията в България. Фондацията работи за откриване на млади дарования в областта на науката и изкуството, за подпомагане на тяхната творческа изява и развитие, за разширяване на международното сътрудничество между обществени организации и личности с творчески интереси. Фондация „Мехмед Джон“ е самостоятелно юридическо лице с председател Джеват Яшар.